# Drijfhout (folkduo)
Drijfhout is een folkduo afkomstig van het eiland Vlieland, en bestaat uit Jan Wim Cupido en Nils Koster. De muziek die zij ten gehore brengen gaat dikwijls over de zee, het leven aan boord en het jutten langs de kusten. Veel teksten worden uit oude bronnen gehaald. Seasongs, shanties en seafolk uit het waddengebied, Nederland, Ierland, Engeland en Amerika.
Drijfhout bestaat al sinds 1996, sinds 2004 in de samenstelling Ger, Lamerus en Nils Koster. Ger Lamerus speelde voorheen in groepen als Kalis, de Tientooners en  Irish Stew. Ger zingt en speelt trekzak, gitaar en Tin-whistle. 20 januari 2023 overleed Ger Lamerus. Zijn plek is overgenomen door Jan Wim Cupido.
Jan Wim speelt in het vlielander zeemanskoor en speelde voorheen in Vlielands Fanfare, de Tientooners, dansgroep "het piasterke" en de Schrobbelèrs. Cupido zingt en speelt op accordeon en trekzak. Nils Koster, eigenaar van "de kaasbunker" , speelde voorheen in Caa a Dram en Irish Stew. Bovendien is hij 13 jaar dirigent geweest bij Vlieland Fanfare. Koster zingt en speelt viool, tinwisle trekzak, gitaar en mandoline.
Drijfhout geeft jaarlijks een groot aantal optredens op Vlieland. onder andere in Vlielands kleine theater Podium Vlieland. Speciaal voor dit theater maakt het duo jaarlijks een muziektheater voorstelling met muziek en verhalen van het eiland. Daarnaast is Drijfhout te vinden op vele andere locaties op Vlieland. Zo geven ze 's zomers op diverse locaties op Vlieland openlucht concerten zoals tijdens de avondtochten van devliehorsexpres op de Vliehors en op het terras van Hotel Zeezicht.

## Discografie
Van Drijfhout zijn meerdere cd's verschenen:
- Gestrand op Vlieland 1997
- De Wanda sage 1998
- Op het Vlielandse strand 2005
- Hé Kapitein 2007
- Schipper en de Jonkman 2008
- Over Drijven en stranden 2010
- Tijd om te kijken (Ger Lamerus) 2011
- Hout Vaart 2012
- Wie van drijven houdt 2013 (verzamelalbum)
- Dwalen en Struinen 2014
- Vreemde Streken 2016